# Киш (јело)
Киш (фра. Quiche) је врста француске отворене пите пуњене сланим кремом од јаја и млека са комадићима сира, меса, морских плодова или поврћа. Најпознатија варијанта је киш лорен, који се прави са сланином. Киш се може служити топао или хладан. Популаран је широм света. 

## Етимологија
Реч киш је први пут употребљена на француском језику 1805. године, а још 1605. на дијалекту области Лорена. Прва употреба на енглеском језику - „киш лорен“ - забележена је 1925. године. Даља етимологија је неизвесна, али може бити повезана са немачким речи Kuchen, што значи „колач” или „торта”. 

## Историја
Киш се сматра француским јелом, међутим, употреба јаја и павлаке у пецивима практиковала се у енглеској кухињи још у 14. веку, а у италијанској кухињи у 13. веку. Рецепти са јајима и павлаком за пецива који садрже месо, рибу и воће помињу се у енглеском кувару из 14. века The Forme of Cury као и у италијанском Libro de arte coquinaria из 15. века

## Варијанте
Киш се саастоји од коре и фила од јаја и млека или павлаке. Може се правити са поврћем, месом или морским плодовима.

### Киш Лорен
Киш Лорен (Quiche lorraine) је најпопуларнија варијанта која се првобитно правила од јаја, павлаке и сала. У земљама енглеског говорног подручја ово јело обично садржи зрели сир (најчешће чедар), а сало замењује сланина.

### Друге варијанте
Постоје многе варијанте киша, у којима се користи широка палета састојака. Варијанте често добијају називе на француском, нпр. quiche au fromage (киш са сиром) и  quiche aux champignons  (киш са печуркама) или по месту настанка, нпр. флорентински (са спанаћем) и провансалски (са парадајзом).